# 1951 في تركيا
فيما يلي قوائم الأحداث التي وقعت خلال عام 1951 في تركيا.

## سياسة

### تعيين في المنصب
- 17 أبريل – أيوب صبري خايرلي أوغلي رئيس منظمة الشؤون الدينية التركية ‏.

### انتهاء فترة المنصب
- 9 يناير – أحمد حمدي الآقسكي رئيس منظمة الشؤون الدينية التركية ‏.

## مواليد

### يناير
- 1 يناير – بكيزة أوزجان مؤلفة تركية.
- 1 يناير – جميل بايق سياسي تركي.
- 1 يناير – جميل كافوكتش
- 1 يناير – جونيت اولسيفير صحفي تركي.
- 1 يناير – علي بولاج صحفي تركي.
- 1 يناير – عمر فاروق تكبيلك ملحن تركي.
- 1 يناير – فريدة تشيشك أوغلو

### أبريل
- 5 أبريل – نديم كورسل كاتب تركي.
- 27 أبريل – هوليا دارجان ممثلة تركية.

### مايو
- 10 مايو – مينا جوكتشا كيريككانات صحفية تركية.

### يوليو
- 23 يوليو – لمان سام مغنية تركية.

### أغسطس
- 28 أغسطس – يوسف ضياء يلماز سياسي تركي.
- 30 أغسطس – أحمد أوزومجو دبلوماسي تركي.

### نوفمبر
- 15 نوفمبر – روهات مينجي صحفية تركية.
- 25 نوفمبر – جوكبين

## وفيات

### يناير
- 1 يناير – مودت قادين أفندي (مواليد 1893) إحدى زوجات السلطان محمد السادس.
- 9 يناير – أحمد حمدي الآقسكي (مواليد 1887) عالم مسلم عُثماني ثُمَّ تركي ورئيسٌ سابق لمنظمة الشؤون الدينية التركية.

### يوليو
- 15 يوليو – جلادت بدرخان (مواليد 1893) كاتب كردي سوري.
- 29 يوليو – علي سامي ين (مواليد 1886) لاعب كرة قدم.